# 庫克敦
庫克敦，是澳洲昆士蘭州庫克郡的一個城鎮，濱臨珊瑚海，面向大堡礁。該城位處首府布里斯本北方約2000公里，凱恩斯以北331公里處。在2011年人口普查時有人口2339人。
庫克敦位處遠北昆士蘭約克角半島奮進河河口處，是澳洲歷史上其中一個最重要的城鎮。1770年庫克船長曾指揮奮進號到此泊岸修理。庫克敦於1873年10月25日開埠，以作為帕默河沿岸金礦的物資供應港和黃金出口港。庫克敦 (Cooktown) 就是取名自庫克船長 (James Cook) 。